# 利格尼茨戰役 (1760年)

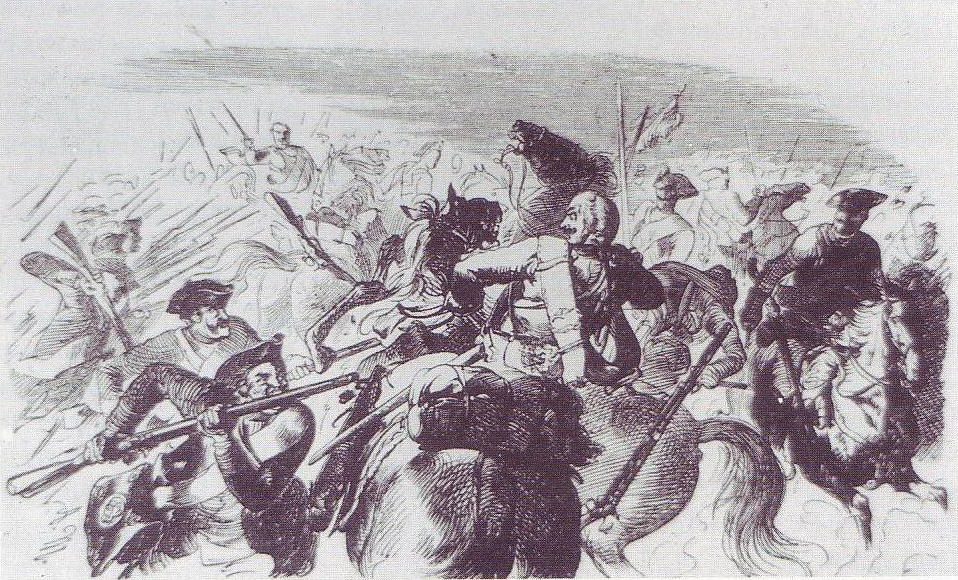
李格尼茨戰役

李格尼茨戰役（Battle of Liegnitz），是七年戰爭中普魯士王國與奧地利大公國、俄罗斯帝国聯軍在1760年8月15日的戰役。以普魯士軍勝利作結。
1760年戰局仍然是以普魯士的挫敗為開始。這一年，普魯士在各個戰場的兵力，總和只有11萬，還不如南戰場道恩元帥的奧地利軍隊多。道恩分出兩支部隊，分別由勞頓和萊西將軍指揮，與主力配合作戰。6月，普魯士留守西里西亞的部隊12,000人（由福開中將率領）被勞頓消滅，福開被俘。同時，腓特烈大帝想甩開當面道恩主力，捕捉萊西將軍4萬人的軍團殲滅之，雖然成功地奪取了萊西的輜重，卻被萊西溜掉了。8月，萊西、勞頓、道恩三軍大會師，115,000大軍以4倍的數量優勢鐵壁合圍，普魯士僅有3萬人。這一次，道恩必欲置腓特烈於死地而後快。在道恩看來，腓特烈在1比4的劣勢下，應該不敢孤注一擲地接受會戰。為了不讓腓特烈溜掉，奧軍又分出勞頓將軍25,000人，繞道腓特烈背後。正面則由道恩和萊西9萬大軍逼近。
8月14日夜，腓特烈悄悄地轉移營地，讓道恩主力的打擊撲了個空。乘奧軍主力和勞頓還差幾英里沒有會合的空隙，讓齊騰掩護後方，全軍悄悄向南，迎擊勞頓的25,000人軍團。8月15日凌晨3點，也在連夜行軍的勞頓沒有料到會遭遇普魯士全軍， 急忙以左翼騎兵發動一次衝鋒，爭取時間，主力佔領陣地，呈向西的弧形，中央內凹。普軍很快擊退了奧地利騎兵進攻，進一步以炮火轟擊奧軍右翼，發展初期勝利。普軍中央步兵14,000人向東進攻奧軍防線中段，本來地形不利，必須仰攻，但是奧軍事先對打這一仗也沒有準備，清晨6點，勞頓將軍開始有秩序地向後撤過卡茨巴赫河，道恩元帥的奧軍主力趕到的時候，戰役已經結束，奧軍損失3,000人，受到一個意外的挫折，但是並沒有傷及元氣。李格尼茨戰役之後，齊騰晉升騎兵上將。

## 參看
- 七年戰爭